# Arizona Muse
Arizona Muse (sinh ngày 18 tháng 9 năm 1988) là một người mẫu Hoa Kỳ. Cô được sinh ra tại Tucson, Arizona nhưng lớn lên ở Santa Fe, New Mexico. Người thân và bạn bè thường gọi cô với cái tên Zoe Muse, cô cũng dùng cái tên này trong một khoảng thời gian dài trong nghề người mẫu.

## Sự nghiệp
Arizona bắt đầu làm người mẫu vào năm 2008 khi cô 20 tuổi, cô vào nghề khá muộn so với các người mẫu khác. Tuy nhiên, cô sớm được các nhà thiết kế cũng như các nhiếp ảnh gia nổi tiếng để ý tới. Sau đó Muse nhanh chóng xuất hiện trên các tạp chí danh tiếng như W, Vogue, V hay Numéro... Tổng biên tập Vogue Mỹ đã có những lời nhận xét hết sức tốt đẹp cho cô, bà nói "Khi tôi nhìn thấy cô ấy (Arizona) tôi nhìn thấy bóng dáng của Linda Evangelista và Natalia Vodianova nhưng những nét đặc biệt tôi nhìn thấy ở cô ấy là sự thông minh, quyến rũ và sự trưởng thành".
Trong năm 2010 và 2011 sự nghiệp của cô lên như diều gặp gió bằng chứng là việc xuất hiện trên các tạp chí với tần suất lớn. Tháng 1 năm 2011, cô lên bìa tạp chí Vogue Italia cùng với Freja Beha, các bức hình của cô được giới điện ảnh và thời tranh đánh giá rất cao. Tuy có những bức hình rất đẹp nhưng cách đi của Arizona trên sàn catwalk bị nhiều người đánh giá là thiếu chuyên nghiệp hay là bước đi rất xấu, những cũng có rất nhiều người cho rằng điều đó làm nên nét đặc trưng của cô. Vào năm 2010, Arizona trở thành người mẫu dộc quyền của Prada, ngoài ra cô cũng tham gia quảng cáo cho nhiều hãng khác như Yves Saint Laurent.
Năm 2011, Arizona được xếp hạng thứ 11 trong top 50 người mẫu do Models.com bình chọn. Trong mùa thu dông 2011/2012 cô đứng thứ nhất trong top 10 first face do FTV bình chọn.

## Cuộc sống cá nhân
Arizona có một con trai tên là Nikko sinh năm 2009.